# Мафијашки свеци Њуарка
Мафијашки свеци Њуарка (енгл. The Many Saints of Newark; пласира се са поднасловом Прича о породици Сопрано) амерички је криминалистичко-драмски филм из 2021. године, редитеља Алана Тејлора и сценариста Дејвида Чејса и Лоренса Конера. Преднаставак Чејсове криминалистичко-драмске серије HBO-а, Породица Сопрано, одвија се током 1960-их и 1970-их у Њуарку. Филм прати насилни рат банди из перспективе мафијаша Дикија Молтисантија и његовог тинејџерског нећака, Тонија Сопрана, усред градских нереда 1967. године. Главне улоге играју Алесандро Нивола као Дики и Мајкл Гандолфини као Тони, кога је првобитно играо његов отац у серији, док споредне улоге играју Лесли Одом Млађи, Џон Бернтал, Кори Стол, Били Магнусен, Микела де Роси, Џон Магаро, Реј Лиота и Вира Фармига.
New Line Cinema добио је права да продуцира филм Мафијашки свеци Њуарка уз HBO Films. Премијера филма била је 22. септембра 2021. на Трајбека филмском фестивалу, а биоскопски је издат 1. октобра 2021. године у Сједињеним Државама, истовремено са једномесечним издањем на услузи стриминга, HBO Max. Филм је издат 30. септембра 2021. године у Србији, дистрибутера Blitz Film & Video Distribucija. Филм је добио помешане критике критичара, а многи су похвалили Гандолфинијев наступ, док су многи други критиковали сценарио.

## Радња
Филм је смештен у шездесете и седамдесете године прошлог века, прати догађаје који су обележили младог Тонија Сопрана те га формирали у гангстера којег смо имали прилику да упознамо у серији Породица Сопрано.

## Улоге
| Глумац           | Улога                        |
| ---------------- | ---------------------------- |
| Мајкл Гандолфини | Ентони „Тони” Сопрано        |
| Алесандро Нивола | Кристофер Молтисанти         |
| Лесли Одом Млађи | Харолд Макбрајер             |
| Џон Бернтал      | Ђовани „Џони Бој” Сопрано    |
| Кори Стол        | Колоради Сопрано Млађи       |
| Реј Лиота        | „Холивудски Курац” Молтисани |
| Вира Фармига     | Ливија Сопрано               |
| Били Магнусен    | Поли „Валнатс” Голтијери     |
| Џон Магаро       | Силвио Данте                 |